# 杉東会
杉東会（すぎとうかい）は、東京都新宿区に本拠を置く的屋系暴力団。コロビ系的屋団体であり、かつては杉東連合会（すぎとうれんごうかい）と称し、東京都内に勢力を持っていた。現在は他の的屋団体と同じく衰退傾向にある。

## 歴史
杉並初代・吉村勘五郎の若者、井川松五郎が吉村親分の許可を得て杉並の東部で露天営業を始め、慶応元年1月8日、家名を杉東会とした。会長に井川松五郎、副会長に岡本梅吉（舎弟）が就いた。
以降、二代目・井川与一、三代目・井川松之助と続き、昭和29年12月に三代目が死去。その後四代目を岡本二代目・岡本春次郎が継承したが、翌昭和30年11月に死去し、後継者が見つからなくなる。
昭和31年2月22日、岡本初代分家野原二代目・野原松次郎の提案により、杉東、杉並、野原、高井戸の四家名が合流した杉東連合会を結成し、初代会長に野原松次郎が就いた。
昭和37年12月8日、野原松次郎会長が死去し、昭和39年3月9日に野原 進（本名: 中井 進）が野原三代目を継承し、杉東連合会会長を兼務した。
その後、野原英三が野原四代目を継承し、杉東連合会会長に就任する。四代目の頃、組織名称を杉東会を改めた。
2010年2月3日、野原英三が死去。同年6月28日に野原朝明（本名: 松川朝明）総家野原三代目分家和田組二代目組長が野原五代目を継承し、杉東会会長に就いた。

## 歴代会長
- 初代 - 野原松次郎（野原二代目） ‐ 1948年に新宿駅東口駅前に闇市の野原マーケットを開く[1][2]
- 二代目 - 野原 進（野原三代目）
- 三代目 - 野原英三（野原四代目）
- 四代目 - 野原朝明（野原五代目）

## 最高幹部
- 会長 - 野原朝明（総家野原五代目）
- 副会長 - 櫻糀幸雄（下谷三寸十一代目）
- 副会長 - 渡邉龍巳（高井戸十九代目）
- 理事長 - 大木正義（野原一家大木組組長）
- 庭場責任者 - 伊藤邦一（岡田二代目）
- 幹事長 - 石坂武弘(歌舞登家乙黒六代目）
- 本部長 - 高山弘幸（高山二代目）
- 運営委員長 - 野口理（野口二代目）
- 事務局長 - 前田孝之（野原五代目一家）
- 会長秘書 - 根本修二（野原五代目一家）